# Campeonato de Fútbol de Costa Rica 2002-2003
La temporada 2002-03 de la Primera División de Costa Rica, fue la edición 84° del torneo de liga de fútbol de dicho país, iniciando en agosto de 2002 y finalizando en junio de 2003.
El equipo Alajuelense se proclamó campeón de la temporada y consiguió su primer tetracampeonato en la historia.

## Sistema de competición
La temporada de la Primera División está conformada en dos partes:
- Torneo de Apertura: Se integra por las 22 jornadas del certamen, jugándose desde agosto hasta diciembre.
- Torneo de Clausura: Se integra por las 22 jornadas del certamen, jugándose desde enero hasta junio.

El líder de cada campeonato obtiene un cupo para la gran final por el título. En caso de que si un equipo ocupa el primer lugar de ambas competencias, se proclama campeón automáticamente.
Tanto en el torneo de Apertura como en el Clausura se observará el sistema de puntos. La ubicación en la tabla general está sujeta a lo siguiente:
- Por juego ganado se obtendrán tres puntos.
- Por juego empatado se obtendrá un punto.
- Por juego perdido no se otorgan puntos.

En esta fase participan los 12 clubes de la máxima categoría jugando durante las 22 jornadas respectivas, que en total se alcanzaría los 44 partidos disputados a visita recíproca a lo largo de la temporada. De la misma manera, habría dos juegos adicionales si ocurriera una final nacional.
El orden de los clubes al final de las dos vueltas del torneo corresponderá a la suma de los puntos obtenidos por cada uno de ellos y se presentará en forma descendente. Si al finalizar las 22 jornadas por cada torneo, dos o más clubes estuviesen empatados en puntos, su posición en la tabla general será determinada atendiendo a los siguientes criterios de desempate:
1. Mayor diferencia positiva general de goles. Este resultado se obtiene mediante la sumatoria de los goles anotados a todos los rivales, en cada campeonato menos los goles recibidos de estos.
2. Mayor cantidad de goles a favor, anotados a todos los rivales dentro de la misma competencia.
3. Mejor puntuación particular que hayan conseguido en las confrontaciones particulares entre ellos mismos.
4. Mayor diferencia positiva particular de goles, la cual se obtiene sumando los goles de los equipos empatados y restándole los goles recibidos.
5. Mayor cantidad de goles a favor que hayan conseguido en las confrontaciones entre ellos mismos.
6. Como última alternativa, la UNAFUT realizaría un sorteo para el desempate.

## Información de los equipos
| Equipo              | Entrenador           | Ciudad                  | Estadio           | Capacidad | Fundación      |
| ------------------- | -------------------- | ----------------------- | ----------------- | --------- | -------------- |
| A. D. Carmelita     | Álvaro Solano        | Grecia, Alajuela        | Allen Riggioni    | 4 000     | 1948 (54 años) |
| A. D. Guanacasteca  | Hernán Fernando Sosa | Santa Cruz, Guanacaste  | Chorotega         | 4 000     | 1973 (30 años) |
| A. D. Municipal Osa | Róger Gómez          | Osa, Puntarenas         | Municipal de Osa  | 2 500     | 1983 (19 años) |
| A. D. Santa Bárbara | Jorge Olguín         | Santa Bárbara, Heredia  | Carlos Alvarado   | 2 000     | 1943 (60 años) |
| A. D. San Carlos    | Guillermo Guardia    | San Carlos, Alajuela    | Carlos Ugalde     | 5 600     | 1965 (38 años) |
| C. S. Cartaginés    | Carlos De Toro       | Cartago                 | "Fello" Meza      | 13 500    | 1906 (96 años) |
| C. S. Herediano     | Freddy Morales       | Heredia                 | Rosabal Cordero   | 8 721     | 1921 (81 años) |
| Deportivo Saprissa  | Hernán Medford       | Tibás, San José         | Ricardo Saprissa  | 23 112    | 1935 (67 años) |
| L. D. Alajuelense   | Jorge Luis Pinto     | Alajuela                | Morera Soto       | 17 895    | 1919 (83 años) |
| Liberia             | Gilberth Solano      | Liberia, Guanacaste     | Edgardo Baltodano | 5 797     | 1977 (25 años) |
| Pérez Zeledón       | Carlos Restrepo      | Pérez Zeledón, San José | Municipal         | 6 100     | 1991 (11 años) |
| Santos de Guápiles  | Victorino Quesada    | Guápiles, Limón         | Ebal Rodríguez    | 4 500     | 1961 (41 años) |

### Equipos por provincia
| Saprissa Herediano Carmelita Santa Bárbara Alajuelense San Carlos Guanacasteca Pérez Zeledón Cartaginés Osa Santos Liberia |

| Provincia  | N.º | Equipos                          |
| ---------- | --- | -------------------------------- |
| Alajuela   | 3   | Alajuelense Carmelita San Carlos |
| San José   | 2   | Deportivo Saprissa Pérez Zeledón |
| Guanacaste | 2   | Liberia Guanacasteca             |
| Heredia    | 2   | Herediano Santa Bárbara          |
| Limón      | 1   | Santos de Guápiles               |
| Puntarenas | 1   | Osa                              |
| Cartago    | 1   | Cartaginés                       |

### Ascenso y descenso
| a la Segunda División |
| --------------------- |
| A. D. Limonense       |

| a la Primera División |
| --------------------- |
| A. D. Guanacasteca    |

## Torneo de Apertura

### Tabla de posiciones
| Pos. | Equipo              | Pts. | PJ | PG | PE | PP | GF | GC | Dif. |
| ---- | ------------------- | ---- | -- | -- | -- | -- | -- | -- | ---- |
| 1.º  | L. D. Alajuelense   | 49   | 22 | 14 | 7  | 1  | 47 | 16 | 31   |
| 2.º  | Deportivo Saprissa  | 45   | 22 | 13 | 6  | 3  | 43 | 24 | 19   |
| 3.º  | C. S. Cartaginés    | 38   | 22 | 12 | 2  | 8  | 43 | 28 | 15   |
| 4.º  | C. S. Herediano     | 35   | 22 | 10 | 5  | 7  | 39 | 21 | 18   |
| 5.º  | A. D. Guanacasteca  | 33   | 22 | 9  | 6  | 7  | 28 | 38 | −10  |
| 6.º  | A. D. Carmelita     | 31   | 22 | 10 | 1  | 11 | 22 | 34 | −12  |
| 7.º  | Santos de Guápiles  | 30   | 22 | 8  | 6  | 8  | 26 | 30 | −4   |
| 8.º  | A. D. Santa Bárbara | 28   | 22 | 7  | 7  | 8  | 31 | 34 | −3   |
| 9.º  | A. D. San Carlos    | 27   | 22 | 7  | 6  | 9  | 18 | 31 | −13  |
| 10.º | Pérez Zeledón       | 20   | 22 | 4  | 8  | 10 | 25 | 35 | −10  |
| 11.º | Liberia             | 20   | 22 | 5  | 5  | 12 | 22 | 33 | −11  |
| 12.º | A. D. Municipal Osa | 9    | 22 | 2  | 3  | 17 | 18 | 38 | −20  |

|  | Campeón del torneo |

### Resumen de resultados
| Local / Visita      | ADC   | ADG   | SB    | SC    | CSC   | CSH   | SAP   | LDA   | LIB   | OSA   | MPZ   | SAN   |
| ------------------- | ----- | ----- | ----- | ----- | ----- | ----- | ----- | ----- | ----- | ----- | ----- | ----- |
| A. D. Carmelita     |       | 2 - 5 | 1 - 2 | 1 - 0 | 3 - 2 | 0 - 3 | 0 - 3 | 0 - 1 | 2 - 1 | 2 - 0 | 1 - 0 | 1 - 0 |
| A. D. Guanacasteca  | 1 - 0 |       | 3 - 1 | 0 - 0 | 1 - 4 | 1 - 1 | 0 - 2 | 1 - 1 | 2 - 1 | 1 - 0 | 0 - 3 | 1 - 0 |
| A. D. Santa Bárbara | 2 - 0 | 2 - 2 |       | 0 - 1 | 2 - 1 | 1 - 1 | 1 - 0 | 3 - 3 | 2 - 2 | 4 - 1 | 2 - 2 | 0 - 0 |
| A. D. San Carlos    | 1 - 0 | 0 - 1 | 2 - 1 |       | 1 - 0 | 1 - 0 | 0 - 1 | 3 - 2 | 1 - 0 | 0 - 0 | 1 - 1 | 0 - 0 |
| C. S. Cartaginés    | 5 - 0 | 2 - 0 | 1 - 0 | 3 - 1 |       | 2 - 3 | 2 - 2 | 0 - 1 | 1 - 0 | 3 - 2 | 2 - 3 | 1 - 0 |
| C. S. Herediano     | 0 - 1 | 0 - 1 | 2 - 1 | 5 - 0 | 2 - 2 |       | 1 - 3 | 0 - 0 | 3 - 0 | 2 - 1 | 3 - 0 | 5 - 1 |
| Deportivo Saprissa  | 4 - 1 | 3 - 0 | 2 - 1 | 3 - 2 | 2 - 1 | 1 - 3 |       | 0 - 1 | 1 - 1 | 1 - 0 | 1 - 1 | 4 - 1 |
| L. D. Alajuelense   | 1 - 0 | 8 - 2 | 4 - 1 | 3 - 0 | 3 - 2 | 0 - 0 | 1 - 1 |       | 3 - 0 | 2 - 1 | 3 - 0 | 4 - 0 |
| Liberia             | 1 - 1 | 1 - 2 | 1 - 2 | 3 - 1 | 1 - 2 | 1 - 0 | 2 - 2 | 0 - 3 |       | 2 - 0 | 2 - 1 | 0 - 1 |
| Municipal Osa       | 1 - 2 | 0 - 0 | 1 - 2 | 5 - 1 | 0 - 1 | 0 - 4 | 1 - 2 | 0 - 1 | 1 - 2 |       | 0 - 0 | 0 - 1 |
| Pérez Zeledón       | 1 - 3 | 4 - 1 | 0 - 0 | 0 - 0 | 0 - 4 | 1 - 0 | 3 - 4 | 2 - 2 | 0 - 0 | 2 - 3 |       | 1 - 2 |
| Santos de Guápiles  | 0 - 1 | 3 - 3 | 4 - 1 | 2 - 2 | 1 - 2 | 2 - 1 | 1 - 1 | 0 - 0 | 2 - 1 | 3 - 1 | 1 - 0 |       |

|  | Victoria del equipo local     |
|  | Empate                        |
|  | Victoria del equipo visitante |

## Torneo de Clausura

### Tabla de posiciones
| Pos. | Equipo              | Pts. | PJ | PG | PE | PP | GF | GC | Dif. |
| ---- | ------------------- | ---- | -- | -- | -- | -- | -- | -- | ---- |
| 1.º  | L. D. Alajuelense   | 50   | 22 | 15 | 5  | 2  | 49 | 22 | 27   |
| 2.º  | C. S. Cartaginés    | 43   | 22 | 13 | 4  | 5  | 45 | 31 | 14   |
| 3.º  | C. S. Herediano     | 39   | 22 | 12 | 3  | 7  | 49 | 22 | 27   |
| 4.º  | Deportivo Saprissa  | 39   | 22 | 11 | 6  | 5  | 44 | 33 | 11   |
| 5.º  | Pérez Zeledón       | 32   | 22 | 9  | 5  | 8  | 27 | 30 | −3   |
| 6.º  | Santos de Guápiles  | 26   | 22 | 7  | 5  | 10 | 29 | 33 | −4   |
| 7.º  | Liberia             | 25   | 22 | 6  | 7  | 9  | 23 | 33 | −10  |
| 8.º  | A. D. Santa Bárbara | 24   | 22 | 6  | 6  | 10 | 34 | 42 | −8   |
| 9.º  | A. D. Carmelita     | 23   | 22 | 7  | 2  | 13 | 30 | 44 | −14  |
| 10.º | A. D. Municipal Osa | 22   | 22 | 7  | 1  | 14 | 27 | 49 | −22  |
| 11.º | A. D. Guanacasteca  | 21   | 22 | 5  | 6  | 11 | 22 | 34 | −12  |
| 12.º | A. D. San Carlos    | 20   | 22 | 4  | 8  | 10 | 18 | 24 | −6   |

|  | Campeón del torneo |

### Tabla acumulada de la temporada
| Pos. | Equipo              | Pts. | PJ | PG | PE | PP | GF | GC | Dif. |
| ---- | ------------------- | ---- | -- | -- | -- | -- | -- | -- | ---- |
| 1.º  | L. D. Alajuelense   | 99   | 44 | 29 | 12 | 3  | 96 | 38 | 58   |
| 2.º  | Deportivo Saprissa  | 84   | 44 | 24 | 12 | 8  | 87 | 57 | 30   |
| 3.º  | C. S. Cartaginés    | 81   | 44 | 25 | 6  | 13 | 88 | 59 | 29   |
| 4.º  | C. S. Herediano     | 74   | 44 | 22 | 8  | 14 | 88 | 43 | 45   |
| 5.º  | Santos de Guápiles  | 56   | 44 | 15 | 11 | 18 | 55 | 63 | −8   |
| 6.º  | A. D. Guanacasteca  | 54   | 44 | 14 | 12 | 18 | 50 | 72 | −22  |
| 7.º  | A. D. Carmelita     | 54   | 44 | 17 | 3  | 24 | 52 | 78 | −26  |
| 8.º  | A. D. Santa Bárbara | 52   | 44 | 13 | 13 | 18 | 65 | 76 | −11  |
| 9.º  | Pérez Zeledón       | 52   | 44 | 13 | 13 | 18 | 52 | 65 | −13  |
| 10.º | A. D. San Carlos    | 47   | 44 | 11 | 14 | 19 | 36 | 55 | −19  |
| 11.º | Liberia             | 45   | 44 | 11 | 12 | 21 | 45 | 66 | −21  |
| 12.º | A. D. Municipal Osa | 31   | 44 | 9  | 4  | 31 | 45 | 87 | −42  |

|  | Clasificado para la Copa Interclubes de la UNCAF 2003 |
|  | Descendido a Segunda División                         |

### Resumen de resultados
| Local / Visita      | ADC   | ADG   | SB    | SC    | CSC   | CSH   | SAP   | LDA   | LIB   | OSA   | MPZ   | SAN   |
| ------------------- | ----- | ----- | ----- | ----- | ----- | ----- | ----- | ----- | ----- | ----- | ----- | ----- |
| A. D. Carmelita     |       | 3 - 2 | 2 - 1 | 0 - 0 | 1 - 4 | 1 - 3 | 1 - 0 | 4 - 6 | 0 - 1 | 5 - 2 | 3 - 0 | 1 - 1 |
| A. D. Guanacasteca  | 2 - 1 |       | 0 - 0 | 1 - 1 | 0 - 1 | 0 - 2 | 2 - 2 | 1 - 2 | 1 - 0 | 0 - 0 | 0 - 2 | 1 - 1 |
| A. D. Santa Bárbara | 1 - 1 | 4 - 2 |       | 3 - 2 | 2 - 3 | 2 - 1 | 2 - 2 | 0 - 2 | 1 - 1 | 2 - 1 | 1 - 1 | 4 - 2 |
| A. D. San Carlos    | 0 - 1 | 2 - 2 | 2 - 0 |       | 1 - 2 | 1 - 2 | 0 - 1 | 1 - 1 | 2 - 3 | 2 - 1 | 0 - 0 | 1 - 1 |
| C. S. Cartaginés    | 1 - 0 | 0 - 1 | 5 - 2 | 0 - 1 |       | 2 - 2 | 3 - 2 | 1 - 3 | 3 - 1 | 2 - 0 | 2 - 0 | 3 - 2 |
| C. S. Herediano     | 7 - 0 | 3 - 1 | 3 - 0 | 0 - 1 | 6 - 0 |       | 0 - 3 | 1 - 1 | 2 - 1 | 5 - 3 | 1 - 1 | 2 - 0 |
| Deportivo Saprissa  | 4 - 2 | 2 - 2 | 3 - 1 | 2 - 1 | 1 - 1 | 2 - 1 |       | 0 - 0 | 3 - 0 | 6 - 2 | 2 - 1 | 1 - 0 |
| L. D. Alajuelense   | 2 - 0 | 2 - 0 | 2 - 1 | 2 - 0 | 2 - 2 | 1 - 2 | 4 - 1 |       | 3 - 1 | 3 - 1 | 4 - 1 | 2 - 1 |
| Liberia             | 2 - 1 | 2 - 1 | 1 - 1 | 0 - 0 | 0 - 2 | 1 - 4 | 2 - 2 | 1 - 1 |       | 2 - 1 | 1 - 1 | 0 - 0 |
| Municipal Osa       | 2 - 1 | 2 - 0 | 0 - 3 | 3 - 1 | 2 - 1 | 3 - 2 | 4 - 1 | 1 - 3 | 1 - 0 |       | 0 - 1 | 1 - 3 |
| Pérez Zeledón       | 2 - 1 | 0 - 2 | 2 - 1 | 1 - 0 | 1 - 6 | 2 - 0 | 2 - 2 | 1 - 2 | 2 - 1 | 3 - 0 |       | 2 - 0 |
| Santos de Guápiles  | 2 - 1 | 4 - 1 | 3 - 2 | 0 - 0 | 1 - 1 | 0 - 2 | 2 - 4 | 1 - 0 | 1 - 3 | 3 - 0 | 2 - 1 |       |

|  | Victoria del equipo local     |
|  | Empate                        |
|  | Victoria del equipo visitante |

|                           |
| Campeón L. D. Alajuelense |
| 23° título                |

## Estadísticas

### Tabla de goleadores
Lista con los máximos anotadores de la temporada.
| Pos. | Jugador        | Equipo             | Goles |
| ---- | -------------- | ------------------ | ----- |
| 1.º  | Claudio Ciccia | C. S. Cartaginés   | 41    |
| 2.º  | Álvaro Saborío | Deportivo Saprissa | 27    |
| 3.º  | Erick Scott    | L. D. Alajuelense  | 20    |

### Tabla de asistentes
Lista con los máximos asistentes de la temporada.
| Pos. | Jugador          | Equipo             | Asistencias |
| ---- | ---------------- | ------------------ | ----------- |
| 1.º  | Rodolfo Arnáez   | A. D. Guanacasteca | 21          |
| 2.º  | Claudio Ciccia   | C. S. Cartaginés   | 20          |
| 3.º  | Alexander Castro | L. D. Alajuelense  | 17          |

### Otros datos
- Cantidad de goles en el Apertura: 362 en 132 partidos, para un promedio de 2,74 anotaciones por juego.
- Cantidad de goles en el Clausura: 397 en 132 partidos, para un promedio de 3,01 anotaciones por juego.
- Cantidad de autogoles: ocho.
- Penales cometidos: 140.
- Club con más penales cometidos: Liberia con 17.
- Equipos con menos penales cometidos: Carmelita y Pérez Zeledón, con nueve.
- Penales anotados: 106.
- Mejor anotador de penales: Claudio Ciccia del Cartaginés con quince.
- Penales detenidos: 25.
- Penales botados: nueve.
- Tiros libres anotados: 41.
- Mejor anotador de tiros libres: Rodolfo Arnáez de Guanacasteca, con seis.
- Expulsiones: 193.
- Con más tarjetas rojas: Percival Piggott de Liberia, Austin Berry de Herediano, José Torres y Pablo Gabas de Santa Bárbara, Cristian Oviedo de Santos, Michael Umaña de Carmelita y Berny Peña de Guanacasteca, con cuatro rojas cada uno.
- Club con más expulsiones: Santa Bárbara con 22.
- Club con menos expulsiones: Pérez Zeledón con siete.[5]